# Горовей
Горовей (рум. Gorovei) — село у повіті Ботошані в Румунії. Входить до складу комуни Векулешть.
Село розташоване на відстані 382 км на північ від Бухареста, 28 км на північний захід від Ботошань, 123 км на північний захід від Ясс.

## Населення
За даними перепису населення 2002 року у селі проживали 47 осіб, усі — румуни. Усі жителі села рідною мовою назвали румунську.